# Kilobit per segon
Un kilobit per segon és una unitat de mesura que es fa servir a les telecomunicacions i la informàtica per calcular la capacitat de transferència d'informació a través d'una xarxa. L'abreviatura és kbps. Equival a 1000 bits per segon. S'ha de tenir en compte que les unitats de velocitat de transferència d'informació es relacionen en potències de base 10.
Exemple:
64kbps=1000 x 64=64000bits/s
En algunes ocasions les dades s'expressen en bytes per segon (Bps), llavors un KBps és igual a un kilobyte per segon, un MBps és igual a un megabyte per segon i un GBps és igual a un gigabyte per segon.